# Хокушо-Мару
Хокушо-Мару (Hokusho Maru) — судно, яке під час Другої Світової війни взяло участь у операціях японських збройних сил на Каролінських островах, в архіпелазі Бісмарка, на Новій Гвінеї та острові Науру.

## Передвоєнна історія
Хокушо-Мару спорудили в 1937 році на верфі Uraga Dock на замовлення компанії Kita Nihon Kisen, яка призначила його для рейсів з Осаки на Хоккайдо.
19 квітня 1941-го судно реквізували для потреб Імперського флоту Японії. З 21 жовтня по 1 грудня воно пройшло певну модернізацію у Йокосуці на верфі військово-морського флоту.

## Рейси до Каролінських островів
21 лютого 1942-го Хокушо-Мару вийшло з Йокосуки та 2 березня досягнуло острова Понапе на сході Каролінських островів. 4 – 5 березня судно перейшло на Трук (центральна частина архіпелагу), де ще до війни створили потужну базу японського ВМФ. 24 березня Хокушо-Мару полишило Трук, протягом наступного тижня відвідало розташовані західніше від нього острови Волеаї та Феа (Fais), а 1 – 8 квітня здійснило перехід від останнього до Йокосуки.
До початку травня 1942-го судно перебувало у японських водах, де заходило у порти Отару та Муроран (Хоккайдо), Токіо, Йоккаїчі, з останнього попрямувало до Сайгону (наразі Хошимін у В’єтнамі), а 19 – 21 травня відвідало Тініан та Сайпан (Маріанські острови). Звідси Хокушо-Мару просілдувало до західної частини Каролінських островів і вже 23 травня було на Феа. Розвантажившись, судно 28 травня вирушило до Японії  і та 5 червня прибуло до порту Моджі.

## Служба у червні – жовтні 1942-го
Після цього протягом певного часу Хокушо-Мару працювало у японських водах, де побувало в Отару, Horokishi (район мису Ізильмєтьєва на Сахаліні), Токіо, Куре, Токуямі, Сасебо. В кінці липня 1942-го судно вирушило на південь, пройшло через Мако (важлива база японського ВМФ на Пескадорських островах у південній частині Тайванської протоки) та Манілу, після чого здійснювало рейси у Індонезії із заходами до Балкіпапану (Калімантан), Макассару та Кендарі (Сулавесі), Купангу (Тимор). В кінці вересня Хокушо-Мару рушило назад на північ, пройшло через Манілу, побувало у Мако та Такао (наразі Гаосюн на Тайвані) та 20 жовтня досягнуло порту Моджі. 

## Рейс до архіпелагу Бісмарка
6 – 15 листопада 1942-го Хокушо-Мару прослідувало з Токуями до Палау (важливий транспортний хаб на заході Кароілнських островів), де приєдналось до конвою Y. Останній перевозив підкріплення для японських сил, які вже кілька місяців вели важку битву за Гуадалканал. 22 листопада конвой прибув до Рабаулу - головної передової бази японців у архіпелазі Бісмарку, з якої провадились операції на Соломонових островах та сході Нової Гвінеї.
13 грудня Хокушо-Мару полишило Рабаул, 18 – 22 грудня провело на Феа, а 31 числа того ж місяця прибуло до Осаки, де в середині січня 1943-го пройшло короткочасний ремонт. Після цього кілька тижнів судно працювало у Японії, де побувало у Моджі, Тамано, Кобе та Йокогамі.

## Рейс до Нової Гвінеї
8 лютого 1943-го Хокушо-Мару вирушило з Йокогами до Палау, куди прибуло 15 числа. 24 лютого судно попрямувало далі на південь та 2 березня прибуло на захід Нової Гвінеї до Бабо у глибині затоки Макклер (Берау, розділяє півострови Чендравасіх на півночі та Бомберай на півдні), де японці використовували споруджений ще голландцями аеродром.
7 березня Хокушо-Мару вийшло з Бабо, а 10 березня отримало пошкодження від атаки невідомого підводного човна, що змусило його стати для аварійного ремонту у Берау (західне узбережжя півострова Чендравасіх). 
В кінці березня – середині червня судно виконало кілька між індонезійським островом Амбон та Берау. 19 квітня воно полишило останній, пройшло через Макассар та 19 травня прибуло до Сінгапуру, де наступний місяць проходило ремонт. 26 червня Хокушо-Мару вирушило з Сінгапуру, пройшло через Сен-Жак у Індокитаї (наразу в’єтнамський Вунгтау), Такао і 15 липня прибуло до  Моджі. 

## Останній рейс
12 – 26 серпня 1943-го "Хокушо-Мару" прослідувало з Йокосуки на Трук в конвої № 3812.
2 вересня 1943-го судно рушило на схід Каролінських островів. 5 вересня за три сотні кілометрів на південний захід від острова Кусаїє (Косрае) Хокушо-Мару поцілив двома торпедами американський підводний човен USS Albacore, проте вони не здетонували. Наступної доби Хоукшо-Мару прибуло на Кусаїє.
8 вересня 1943-го судно попрямувало далі із завданням доставити продовольство для гарнізону острова Науру, маючи на цей раз охорону із переобладнаного мисливця за підводними човнами Такунан-Мару №10. 11 вересня за кілька кілометрів від пункту призначення Хокушо-Мару було торпедоване та потоплене підводним човном USS Narwhal, загинуло 32 члени екіпажу. При цьому наступна контратака ескорту глибинними бомбами виявилась невдалою.